# Wikitravel
Проєкт WikiTravel (скорочено WT) — відкритий багатомовний проєкт, присвячений туризму. Проєкт був запущений в липні 2003 і є постійно оновлюваним путівником по найрізноманітніших країнах, містах, маршрутах, а також збірник розмовників на різних мовах.
WikiTravel використовує вільне програмне забезпечення MediaWiki — те саме, яке використовується Вікіпедією та іншими проєктами фонду WikiMedia.
На думку журналу «Time» проєкт WikiTravel був названий одним з 50 найкращих вебсайтів 2008 року.
WikiTravel підтримує відмінну від енциклопедичної ідеологію, яка часто незвична для нових учасників. Навігація в проєкті здійснюється не за категоріями, а по географічній ієрархії спеціальними навігаційними смугами. Статті мають чітко виражену структуру, що задається наборами шаблонів. Назви розділів статей мають дієслівну форму, це спеціальна «звабинка». Діє правило 7 ± 2, яке говорить про те, що не слід перераховувати всі відомі об'єкти (енциклопедичний підхід), наприклад міста області, а слід виділити від 5 до 9, оптимально 7, найцікавіших для туристів об'єктів. Обмежено кількість гіперпосилань, їхнє використання є доцільним, якщо об'єкт посилання важливий для окремої подорожі (простим критерієм є відповідь на питання — чи можна там переночувати). Допускається в нейтральній формі висловлювати власну точку зору, наприклад, на якість обслуговування в тому чи іншому готелі.
Wikitravel представлений в 21 мовній версії. Для міжмовного розвитку проєкту існує загальне сховище файлів Wikitravel Shared (аналог Commons у Вікіпедії), розвивається розділ для блогів і описів подорожей у вільній формі Wikitravel Extra.